# Élection du Premier ministre tibétain de 2006
L'élection du Premier ministre (kalon tripa) de l'administration centrale tibétaine (ACT, gouvernement tibétain en exil) a eu lieu le 3 juin 2006 sont les secondes élections tibétaines au suffrage universel direct. L'élection du kalon tripa faisait partie d'une série de réformes encouragées par le 14e dalaï-lama pour la démocratisation de la communauté tibétaine en exil. Lobsang Tenzin , le 5e Samdhong Rinpoché a remporté l'élection avec plus de 90 % des voix.
Cette élection au suffrage universel direct marquait une étape de démocratisation, même si paradoxalement les électeurs choisirent un chef religieux charismatique, Samdhong Rinpoché qui a toujours affirmé son attachement à la « culture de la démocratie ».

## Contexte
En avril 2001, à la suggestion du dalaï-lama, la Charte des Tibétains en exil est modifiée pour prévoir l'élection directe du Kalon Tripa par les Tibétains en exil. Auparavant, le Kalon Tripa était nommé par le dalaï-lama avant que la tâche ne soit dévolue au Kashag, qui élit le Kalon Tripa dans ses propres rangs. À partir de 1991, le Kalon Tripa est élu directement par le Parlement tibétain en exil. Le dernier tour de l'élection a lieu en août 2001, et le professeur Samdhong Rinpoché élu Kalon Tripa prend ses fonctions le 5 septembre 2001. Le professeur Samdhong Lobsang Tenzin (le cinquième Samdhong Rinpoché) a une histoire distinguée dans la politique tibétaine en exil : il a participé au Comité de rédaction de la Constitution du Tibet ; le dalaï-lama l’a nommé membre de la 11e Assemblée des députés du peuple tibétain (1991-1996), au cours de laquelle il est élu à l’unanimité président. En 1996, il a été élu à la 12e Assemblée tibétaine en tant que représentant du Kham et a de nouveau exercé les fonctions de président. 
Cependant, avant le premier tour de la première élection de Kalon Tripa en 2001, le professeur Samdhong Rinpoché, après avoir passé dix ans au Parlement, avait clairement indiqué qu'il souhaitait se retirer de la vie politique et ne serait donc pas candidat. Néanmoins, lors des primaires, il obtint quatre-vingt-deux pour cent des suffrages exprimés. Après un long débat personnel, il a décidé qu'"il ne serait pas correct pour moi de retirer mon nom", car "j'ai toujours défendu l'importance de la démocratie. Respecter la volonté populaire est au cœur de la démocratie. Par conséquent, si je refuse de participer en tant que candidat à l’élection, je vais aller à l’encontre de mes convictions et de mon idéologie. » Au dernier tour de l’élection de 2001, il a recueilli 84,5% des suffrages exprimés. 
Lors de son assermentation, Samdhong Rinpoché a réaffirmé son "engagement à œuvrer pour une culture de la démocratie". Il a également félicité l'électorat tibétain, notant que "lors de la récente élection du président du Kashag [Kalon Tripa]" , les électeurs n’ont montré aucune indication d’inclination sectaire, régionale ou factionnelle », et que « cette tendance très encourageante lors des élections préliminaires a été l’une des principales raisons de ma décision de participer aux élections ». Lors de la cérémonie, le dalaï-lama a répété que le Kalon Tripa « était désormais le plus haut dirigeant du gouvernement tibétain en exil ». Ainsi, la Tibetan Review espérait que l'élection directe du Kalon Tripa pourrait amener « l'ampleur du La victoire combinée à son charisme personnel et à son intégrité réputée lui confère un mandat rare pour donner au gouvernement en exil une refonte démocratique en profondeur. » 
Samdhong Rinpoché a été le premier Kalon Tripa à nommer son propre cabinet ministériel, alors qu'auparavant les Kalons (ministres) étaient élus par l'Assemblée tibétaine. Après son élection, ses trois premières nominations ministérielles - sous réserve de l'approbation de l'Assemblée tibétaine - ont toutes été approuvées à l'unanimité. Cependant, l'Assemblée tibétaine n'a pas laissé libre cours au professeur Samdhong Rinpoché, malgré sa popularité évidente. Par exemple, ils ont rejeté une candidature supplémentaire pour son cabinet en 2004 par un vote de 22 voix contre 15. Il est intéressant de noter que le candidat était directeur du Centre de recherche sur les politiques et le parlement tibétains (TPPRC). En 2004, des ressources clés du gouvernement tibétain en exil, cruciales pour la survie la communauté exilée ont été regroupées sous la position du Kalon Tripa, le rendant ainsi "le chef d'un réseau mondial, et toutes les informations entre les Tibétains". Cela est important, car ces ressources sont alors concentrées par un élu plutôt que par le dalaï-lama. L'élection directe du Kalon Tripa a été le développement démocratique le plus récent de la communauté des exilés tibétains.

## Primaires
Le 18 mai 2008, les électeurs tibétains votèrent pour la seconde fois pour le Premier ministre tibétain. L'élections se déroula dans 25 États où réside la diaspora tibétaine dans le monde. Les urnes furent apportées par les commissions électorale régionales au siège de la Commission électorale de l'Administration centrale tibétaine à Gangshen Kyichong à Dharamsala.
| Candidat                       | Position                                     | Votes  | %     |
| ------------------------------ | -------------------------------------------- | ------ | ----- |
| Lobsang Tenzin                 | Samdhong Rinpoché                            | 30,934 | 82.66 |
| Juchen Thupten Namgyal         | Ancien premier ministre                      | 2,604  | 6.96  |
| Gyalo Thondup                  | Ancien premier ministre, frère du dalaï-lama | 488    | 1.3   |
| Jetsun Pema                    |                                              | 477    | 1.27  |
| Gyari Lodoe Gyaltsen           | Ancien ministre                              | 368    | 0.98  |
| Tulku Ugyen Topgyal            |                                              | 177    | 0.47  |
| Source : Sophie Behrens Lehman |                                              |        |       |

## Second tour
Samdhong Rinpoché fut élu avec 90,72 % des votes contre 9 % pour Juchen Thupten Namgyal, qui a maintenu sa candidature vraisemblablement pour permettre que l’élection puisse se tenir.